# Дома 1130 км
Дома́ 1130 км (рос. Дома 1130 км) — сільський населений пункт без офіційного статусу у складі Ярського району Удмуртії, Росія.

## Населення
Населення — 6 осіб (2010, 10 у 2002).
Національний склад станом на 2002 рік:
- удмурти — 80 %